# Hypargyria
Hypargyria é um gênero de mariposa pertencente à família Crambidae.